# Lytta meloidea
Lytta meloidea es una especie de coleóptero de la familia Meloidae.

## Distribución geográfica
Habita en Etiopía.